# Ваилулуу
Ваилулуу — вулкан, расположен в Тихом океане, в 45 км к востоку от острова Тау.
Ваилулуу является подводным вулканом. Вершина вулкана находится на глубине 592 метров, основание вулкана достигает глубины 4200 метров. Общий объём вулкана составляет 1050 км³. Впервые обнаружен 18 октября 1975 года, хотя ещё до этого, 10 июля 1973 года, были записаны звуковые сигналы в районе вулкана. Имя вулкану дали в честь названия одной из самоанских школ Ваилулуу. Находится между островом Тау и атоллом Розе. Вулкан сложен базальтами, застывшими лавовыми потоками состоящими из оксида железа, вследствие чего имеют красный цвет. Основание вулкана расположено в кальдере, диаметром 2 км и глубиной 400 метров. Две рифтовые зоны тянутся на восток и запад от вулкана. Землетрясения, произошедшие в 1995 году на окрестных атоллах и островах, были, возможно, связаны с активной деятельностью вулкана. Помутнение воды на поверхности моря в района вулкана является следствием гидротермальной активности вулкана и плюмов. Выбросы гидротермальных вод состоят из соединений марганца, которые составляют около 300 кг ежедневно. Окрестности вулкана населены различной флорой и фауной. В результате последней активности, произошедшей в 2001 году, возник новый вулканический конус Нафануа. Данный конус обнаружили в 2005 году в результате подводных исследований федерального ведомства NOAA.

## Флора и фауна
Новый вулканический конус Нафануа в настоящее время покрыт цианобактериальными матами, в вулканических разломах живёт вид угрей Domina rugosa. В результате выброса ядовитых веществ у вулкана скапливается мёртвая рыба, которая является пищей для многощетинковых червей. На внешних склонах вулкана живут офиуры, шестилучевые губки, восьмилучевые кораллы, иногда заплывают осьминоги, морские огурцы. На вулкане среди флоры встречаются: горгонарии, фиолетовые лилии.

## Галерея

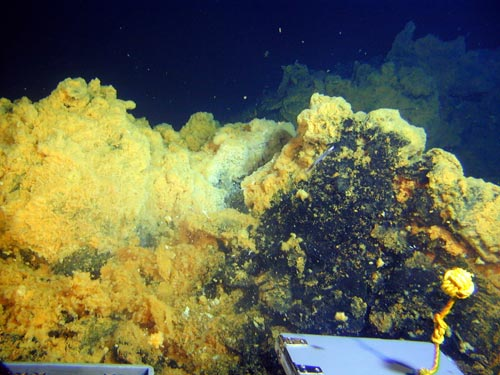
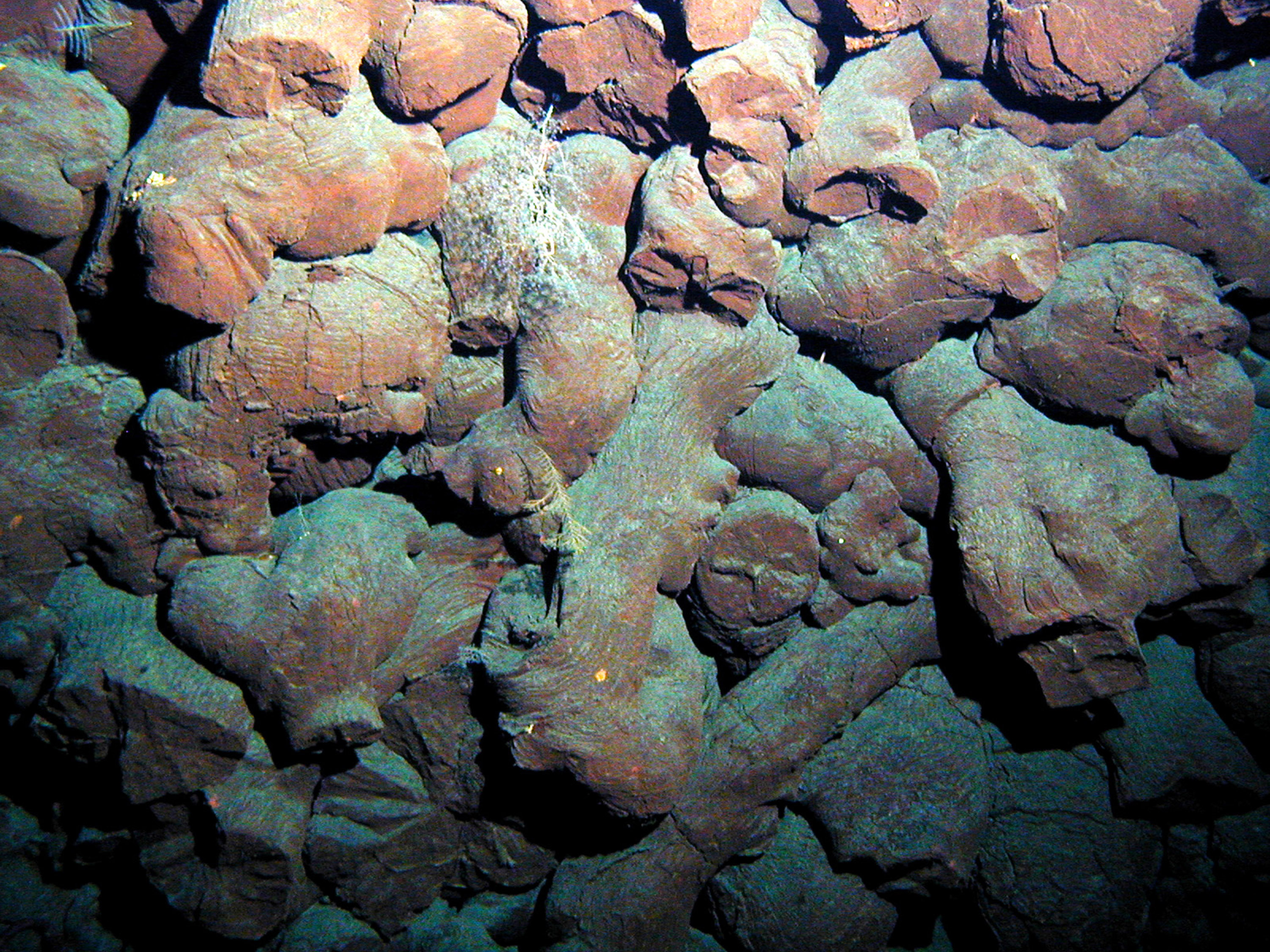
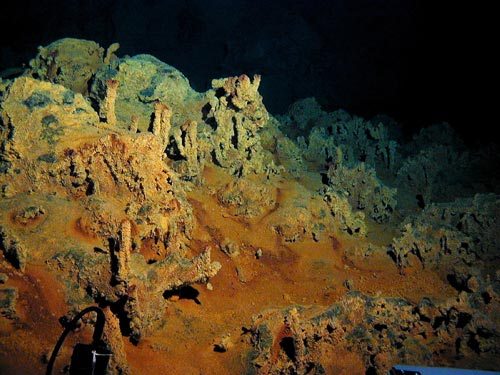
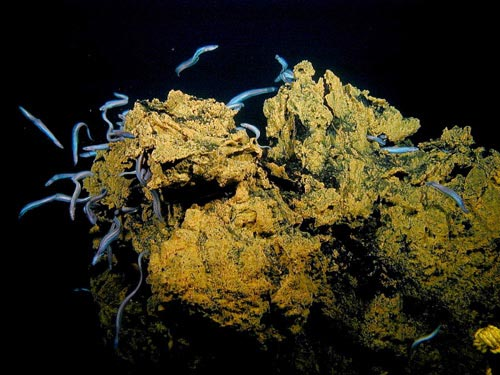
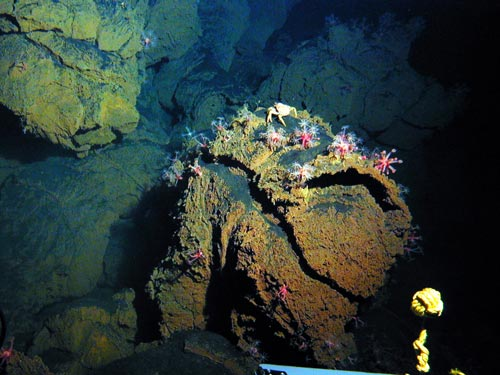
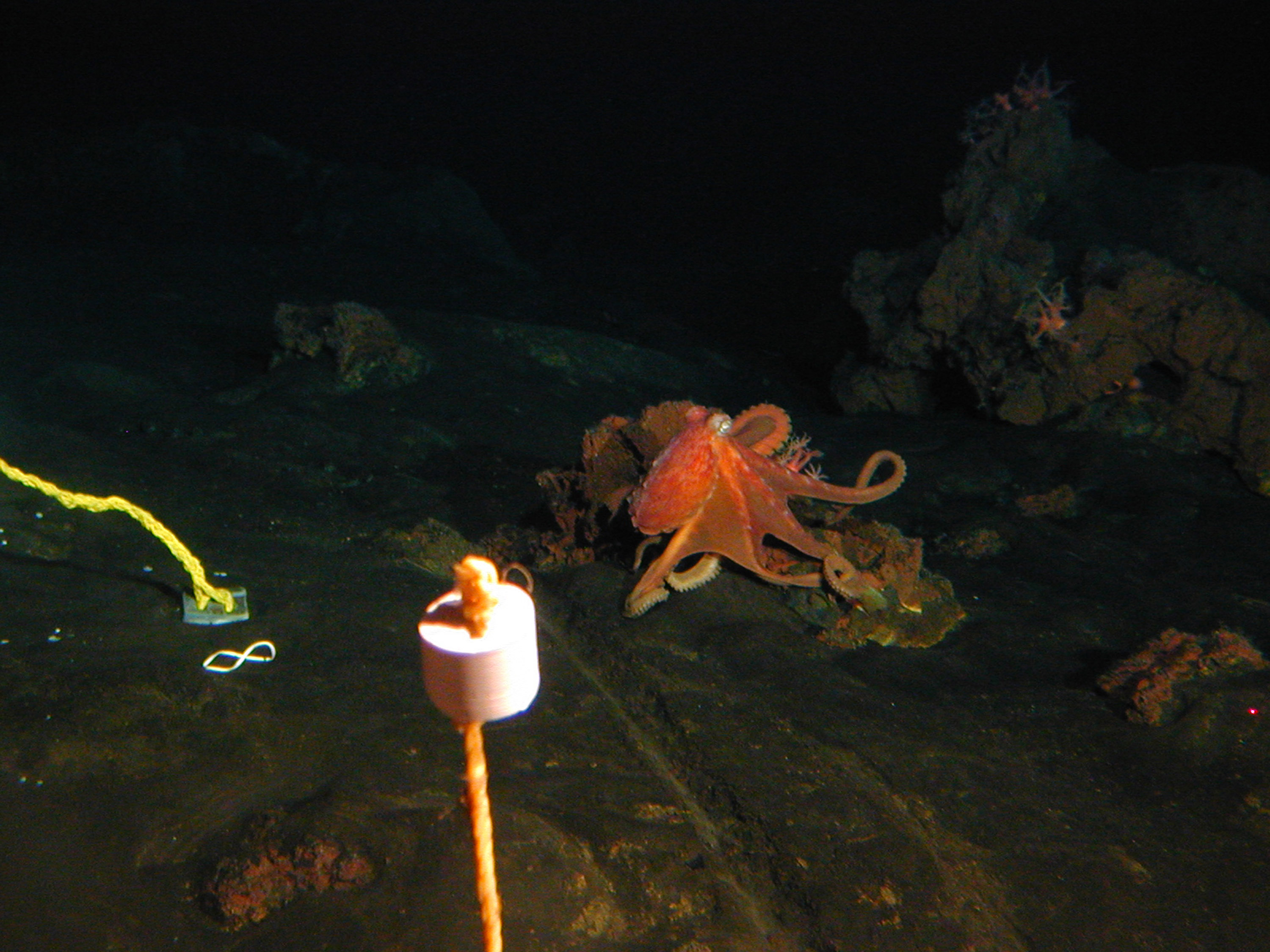
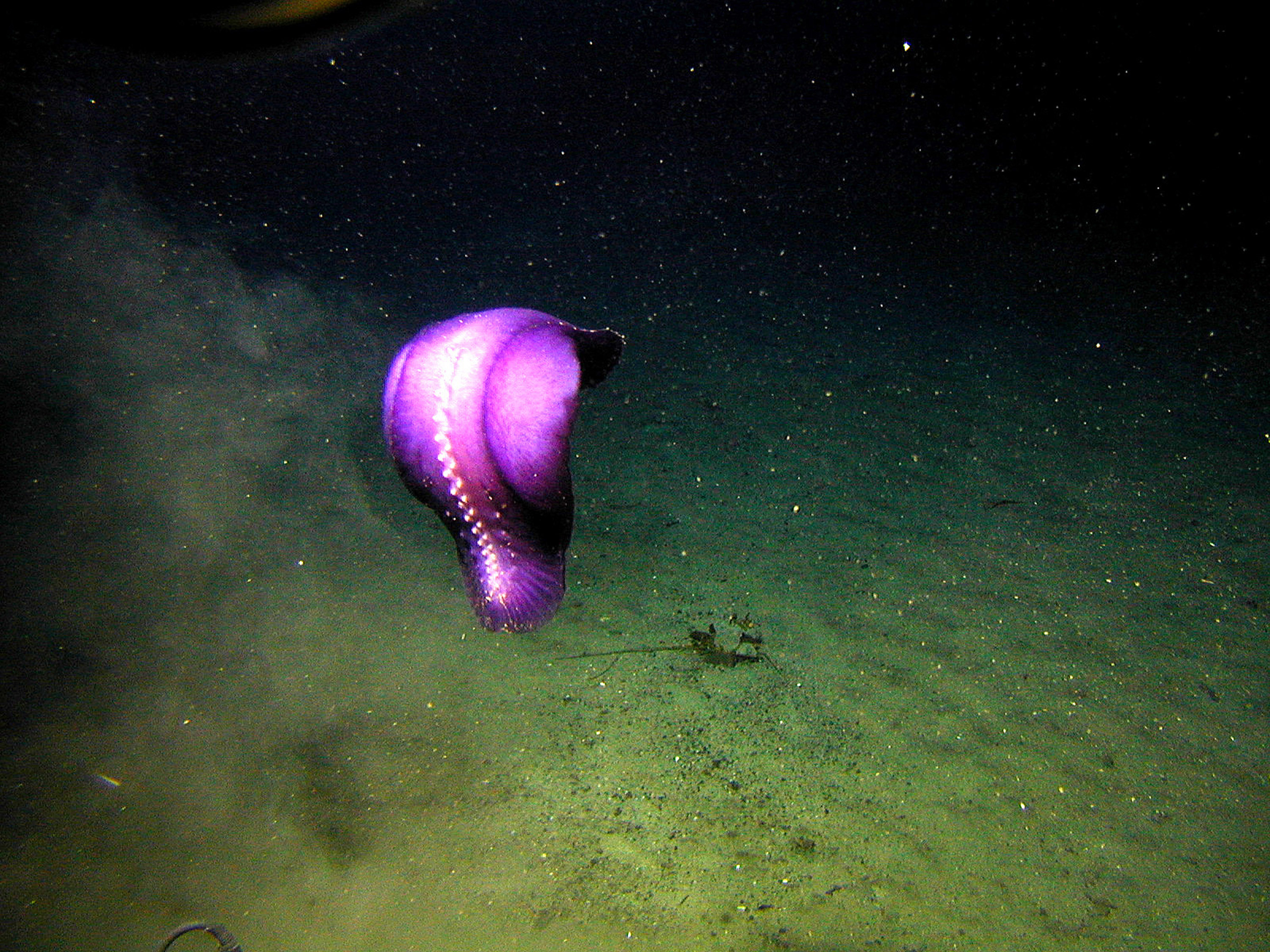